# 맷 맥그래스
매슈 존 "맷" 맥그래스(Matthew John "Matt" McGrath, 1875년 12월 18일 ~ 1941년 1월 29일)는 미국의 해머던지기 선수이며, 아일랜드계 미국인 육상 클럽, 뉴욕 육상 클럽과 뉴욕 경찰국의 일원이었다. 65세에 사망할 무렵 그는 검사관 계급에 도달하였고 그의 경력 동안에 두번이나 경찰국의 용맹 메달을 받았다. 그는 4개의 하계 올림픽(1908, 1912, 1920, 1924)에 나갔다.

## 생애
아일랜드 티퍼레리주 네이너에서 태어나 후에 미국으로 이민을 갔다. 자신의 경쟁적 세월 동안에 그는 5 피트, 11.5 인치(1.82m), 247 lb(112kg)였으며, "아일랜드 고래들"로서 의탁된 크고 지배적인 던지기 선수들 단체의 일부였다.
그는 27세 때에 최고 마크의 세계 리스트에 7위로 들어올 때까지 해머던지기에서 성공을 이루지 않았다. 그는 50세 때까지 세계 톱 10에 남아있었고 스포츠 역사상 자신의 경력을 장기적과 가장 일관된 하나로 만들었다. 그는 7회의 AAU 해머던지기 타이틀을 우승하였고 56 파운드 던지기를 7번이나 더 많이 우승하여 두번이나 해머던지기 세계 기록을 세웠다. 그의 일생에 최고 던지기는 1911년 10월 29일 셀틱 공원에서 세운 187 피트, 4 인치(57.10m)였다.
맥그래스는 1908년에 올림픽 데뷔를 하였다. 그는 비공식적 세계 기록 보유자로서 올림픽에 들어갔으며, 존 플래너건의 3회 연속적 승리에 밀려 2위를 하였다. 4년 후 스톡홀름에서 맥그래스는 지배적 유행(자신의 6개 던지기의 가장 짧은 기록은다른 경쟁자들의 최고 던지기보다 15 피트(4.5m)나 더 길었음)에서 올림픽 타이틀을 우승하고 24년 동안 보유된 올림픽 기록을 세웠다.
1920년 안트베르펜 올림픽에서 그는 아일랜드계 미국인 육상 클럽 동료 패트릭 라이언과 함께 우승 후보였으나 시합에서 무릎 부상을 당하여 5위로 왔다. 4년 후 파리에서 47세의 나이로 은메달을 딴 그는 연장자 미국 육상 메달리스트의 기준을 세웠다.
2002년 9월에 그의 고향에서는 시내 광장에 맥그래스의 올림픽 성과들을 기념하는 동상을 세웠다.